# Una jugada larga
Una jugada larga (The Long Game) es el séptimo episodio de la primera temporada moderna de la serie británica de ciencia ficción Doctor Who emitido originalmente el 7 de mayo de 2005 en BBC One. Fue escrito por el productor ejecutivo Russell T Davies y dirigido por Brian Grant.

## Argumento
El Noveno Doctor (Christopher Eccleston) y su acompañante Rose Tyler (Billie Piper), tras recibir a bordo de la TARDIS a Adam Mitchell (Bruno Langley), aterrizan en el futuro lejano en el Satélite 5, una estación espacial emisora de noticias para todo el imperio humano. Sin embargo, el Doctor se da cuenta de que algo va mal: no hay alienígenas, y aquellos que son promocionados a la planta 500 parecen desaparecer. El Doctor y Rose descubren que el Editor (Simon Pegg) y un alienígena está controlando al resto de la humanidad mediante la prensa. Mientras tanto, Adam comete un error que obliga al Doctor y Rose a llevarle de vuelta a casa.

### Continuidad
Una jugada larga tiene lugar en el periodo del "Cuarto Gran y Generoso Imperio Humano". El primer Imperio de la Tierra apareció en varias historias del Tercer Doctor de los años setenta. Siguiendo la línea argumental del "lobo malo", uno de los canales de televisión en los que aparece el Rostro de Boe (de El fin del mundo) se llama "BAD WOLFTV" ("LOBO MALOTV"). En el final de dos partes de la temporada 2005, Lobo malo y El momento de la despedida, se revela que los que están detrás de los Jagrafress son los Daleks. Ese final está ambientado en el mismo Satélite 5 cien años después de Una jugada larga. El Doctor afirma en Lobo malo que "alguien ha estado jugando una larga partida", refiriéndose a la manipulación de la humanidad tanto antes como después de Una jugada larga.

## Producción

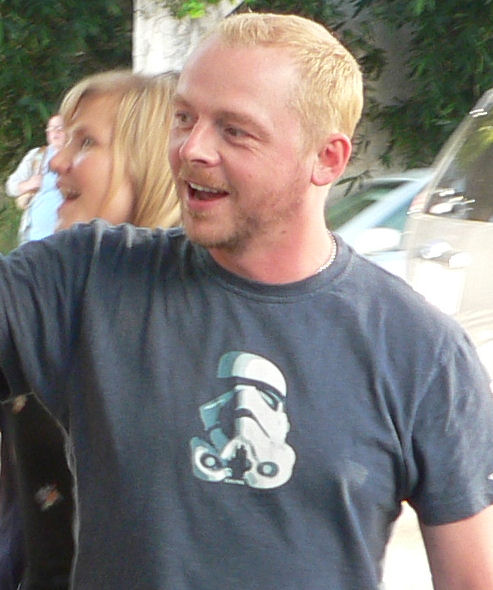
Una jugada larga incluye una aparición como invitado de Simon Pegg, a quien le encantó interpretar al villano.

En el libro The Shooting Scripts, Russell T Davies afirma que originalmente pretendía escribir este episodio desde el punto de vista de Adam, viendo desenvolverse la aventura desde esa perspectiva, al igual que hizo con Rose Tyler en Rose, y que se viera tanto al Doctor como a Rose como personajes enigmáticos y aterradores. Incluso utilizó como título provisional para el episodio Adam. Otro título provisional fue The Companion Who Couldn't (El acompañante que no pudo). Según Davies, la idea de Una jugada larga la escribió originalmente a principios de los ochenta y la envió a la oficina de producción de Doctor Who. Si alguien del equipo de producción de la serie la leyó en aquel momento no ha trascendido, ya que Davies recibió una carta de rechazo de la unidad de guiones de la BBC aconsejándole que en su lugar escribiera televisión más realista sobre "un hombre y su hipoteca". Davies reescribió la historia para la nueva serie.
En los comentarios del DVD de este episodio, el director Brian Grant y el actor Bruno Langley mencionan una motivación adicional para las acciones de Adam. Al parecer, en los primeros borradores del guion, el padre de Adam tenía una enfermedad incurable en su época (2012) y esperaba descubrir alguna cura que se hubiera encontrado entre ese año y el año 200.000. En el guion del rodaje, la enfermedad es la artritis. No quedó nada de esta motivación en el programa finalizado, aunque Grant habla de él como si aún estuviera presente. Langley y Grant también revelan que el "vómito helado" que Adam escupe en una escena era en realidad un cubito de hielo de kiwi y naranja".
Simon Pegg había crecido con Doctor Who y consideraba un "gran honor" participar como invitado. Le encantó ser escogido como el malo. Cuando el Editor anuncia el nombre del Jagrafess al Doctor y Rose, lo pronuncia como "El gran Jagrafess del Sagrada Hadrajassic Maxaraddenfoe". Pegg dijo en entrevistas que pronunciar esta frase fue algo extremadamente difícil. El artista de voz Nicholas Briggs había grabado la voz del Jagrafess, pero su trabajo no se utilizó porque sonaba demasiado similar al de la Conciencia Nestene (a quien Briggs había dado voz en Rose). Una jugada larga destaca por ser la única historia producida individualmente en un solo bloque de producción en toda la historia de la serie. El rodaje en estudio se hizo entre noviembre y diciembre de 2004. También se dijo algo de rodaje en exteriores en el antiguo edificio BT en Coryton, Cardiff durante cinco días de diciembre. El Jagrafress se hizo íntegramente por ordenador, animado por The Mill. Se le dio un diseño similar al de un tiburón con la intención de que "saliera mordiendo" como un tiburón. El diseño inicial también se describió como un "pegote de carne en el techo".

## Emisión y recepción
La audiencia definitiva del programa en Reino Unido fue de 8,01 millones de espectadores, el sexto programa de mayor audiencia de la semana en BBC One.
SFX lo describió como un episodio "correcto" reminiscente del episodio anterior El fin del mundo. Además de alabar a Pegg, el tema del "control de los medios" y al Jagrafess, lo criticaron por "fallar en capturar la imaginación" porque no había "un verdadero sentido palpable de amenaza" y la cultura humana tenía una apariencia idéntica a la actual. Arnold T Blumburg de Now Playing le dio a Una jugada larga una nota de Notable bajo, describiéndola como "entretenida" y una reversión bienvenida a la serie clásica. Sin embargo, cuestionó el desarrollo de la tradición de que el Doctor no fuera el héroe del episodio y notó que había algunos cabos sueltos". Revisitando el episodio en 2013, Patrick Mulkern de Radio Times fue más positivo, escribiendo que "actúa brillantemente como una sátira de los medios". También alabó al reparto invitado y la marcha de Adam. En 2011, Mark Harrison de Den of Geek escribió que "En retrospectiva, Una jugada larga es un episodio de mitad de serie infravalorado y que se puede disfrutar", alabando la caída de Adam.
En Who is the Doctor, una guía de la serie moderna, Graeme Burk describió el episodio como "entretenido, si bien no espectacular". Calificó a Pegg como la mejor estrella invitada hasta la fecha, y dijo que Langley hizo un "trabajo soberbio" al interpretar a Adam, pero pensó que el episodio no tenía mucho más aparte de la historia del compañero fallido. Burk critica la sátira por no ser lo suficientemente sutil y tomar elementos prestados de otras historias como 1984. También remarcó que fue una pena que se cortaran las motivaciones de Adam, así como el desarrollo entre él y Rose. El coautor Robert Smith fue más positivo, opinando que una sátira no tenía que ser sutil para ser efectiva, y que los espectadores aún podían identificarla con los medios de noticias de hoy en día. También alabó la forma en que Una jugada larga mostraba al Noveno Doctor como una "figura inspiradora". Los dos también cuestionaron la decisión de dejar a Adam en el siglo XXI con tecnología del futuro.

## Publicaciones comerciales
El episodio se publicó en DVD junto los episodios El día del padre, El niño vacío y El Doctor baila el 1 de agosto de 2005. La temporada completa se publicó en DVD el 21 de noviembre de 2005.